# Johann Georg (Wienerschmidt) Schmidt
Pour les articles homonymes, voir Johann Georg Schmidt et Schmidt.
Johann Georg (Wienerschmidt) Schmidt, né en 1691 ou 1694 à Planá en royaume de Bohême et mort le 1er septembre 1765 à Prague, est un peintre autrichien.

## Biographie
Né en 1691 ou en 1694, à Planá, en Bohême, Johann Georg Schmidt est le fils de Kaspar et le frère de Paul et Wenzel Schmidt. Toute sa production d'œuvres à caractère religieux se trouve dans la cathédrale et les églises de Wroclaw en Bavière.
Il meurt le 1er septembre 1765 à Prague.